# 221 هـ
221 هـ هي سنة في التقويم الهجري امتدت مقابلةً في التقويم الميلادي بين سنتي 835 و836.

## مواليد
- ثابت بن قرة
- ابن الرومي

## وفيات
- أحمد بن عبد الملك الحراني
- الحسن بن الربيع
- القعنبي
- عبد الله الحارثي
- عبد الله بن عثمان بن جبلة
- النظّام